# Trạm xe buýt Kielce
Trạm xe buýt Kielce (tiếng Ba Lan: Dworzec PKS w Kielcach) là một trạm xe buýt ở Kielce, Ba Lan. Đây là một kiểu kiến trúc mới lạ của một tòa nhà, có hình dạng giống với UFO. Khai trương vào năm 1984, nó được xem là một trong những trạm xe buýt hiện đại của loại hình này ở Ba Lan vào thời điểm đó.

## Lịch sử
Tòa nhà được xây dựng từ năm 1975 đến 1984, và khai trương vào ngày 20 tháng 7 trong năm đó, hai ngày trước lễ kỷ niệm 40 năm thành lập Cộng hòa Nhân dân Ba Lan. Nó được thiết kế bởi kiến trúc sư người Ba Lan Edward Modrzejewski. Cơ sở này được coi là rất tiên tiến về công suất tổng thể, và nhanh chóng trở thành một điểm thu hút khách du lịch và là một trong những địa danh của Kielce. Nó được thiết kế để chứa 1.500 xe buýt và số lượng dự kiến  là 24.000 hành khách mỗi ngày. Kích thước của khu phức hợp khoảng 4 hécta (9,9 mẫu Anh).
Gần đây, chính quyền địa phương đã tuyên bố tòa nhà là một di tích, và người quản lý tượng đài Świętokrzyskie Voivodeship đã biện minh cho quyết định này bằng cách mô tả tòa nhà là  "ví dụ độc đáo và mới lạ về kiểu kiến trúc của Cộng hòa Ba Lan" và "một" về những thiết kế kiến trúc có giá trị nhất trong những năm 1970 và 1980 ở Ba Lan và một tài liệu về thời kỳ này ".
Vận mệnh của tòa nhà đã giảm sút trong những năm 1990, khi Ba Lan hậu cộng sản chứng kiến sự gia tăng quyền sở hữu xe hơi tư nhân và giảm sự quan tâm đến giao thông công cộng. Tòa nhà, trước đây thuộc sở hữu của công ty PKS, đã được tư nhân hóa vào đầu những năm 2010. Trong khi các cơ quan chính phủ quan tâm đến việc bảo tồn tòa nhà, được coi là một điểm nhấn quan trọng, chủ sở hữu tư nhân của nó đã phải vật lộn để kiếm lợi nhuận từ nó. Vào thế kỷ 21, tòa nhà ngày càng cần được cải tạo, và chủ sở hữu, công ty PKS 2, đã lên kế hoạch thay thế nó bằng một công trình mới ở một địa điểm khác, với tòa nhà ban đầu được sửa đổi hoặc thay thế khá nhiều. Một phát ngôn viên của công ty thậm chí đã tuyên bố rằng họ không sẵn sàng đầu tư vào việc cải tạo tòa nhà, và trên thực tế đang chờ tòa nhà sụp đổ. Điều này đã gây ra sự chỉ trích từ các cá nhân coi tòa nhà là một phần của di sản văn hóa hiện đại của Ba Lan và yêu cầu thiết kế không nên được thay đổi đáng kể.
Thành phố đã mua lại trạm xe buýt vào cuối tháng 3 năm 2016. Có kế hoạch xây dựng lại tòa nhà để đáp ứng các tiêu chuẩn hiện tại.